# Boli tylko, gdy się śmieję…
Boli tylko, gdy się śmieję… – wybór korespondencji pomiędzy Ewą Lipską a Stanisławem Lemem i jego synem Tomaszem Lemem oraz rozmów Lipskiej i Lema, wydany nakładem Wydawnictwa Literackiego w 2018.
Podobnymi pozycjami są Listy albo opór materii – zbiór listów pisanych przez Lema do różnych instytucji, Listy Lema i Sławomira Mrożka oraz Sława i Fortuna – zbiór listów do Michaela Kandla.